# Jati-Matic
Le pistolet-mitrailleur finlandais Jati-Matic fut produit en petite série dans les années 1980. Il ne possédait pas de crosse mais deux poignées. Il utilisait beaucoup de polymère et fut un des premiers PM à être vendu avec un viseur laser. Le chargeur est en position centrale  en avant du pontet. Il apparaît dans le film d'action Cobra dans les mains du personnage de flic joué par Sylvester Stallone ainsi que dans L'Union sacrée et L'Aube rouge.

## Fiche technique
- Fabricant : environ 300 PM
- Concepteur : Jati Tumari
- Munition : 9 mm Parabellum
- Cadence de tir théorique : 650 coups/min
- Portée efficace : 50 à 100 m
- Capacité du chargeur : 20 – 40 cartouches
- Longueur : 40 cm
- Canon : 20 cm
- Masse à vide : 1,65 kg